# 拉扎尼
43°40′N 21°33′E / 43.667°N 21.550°E

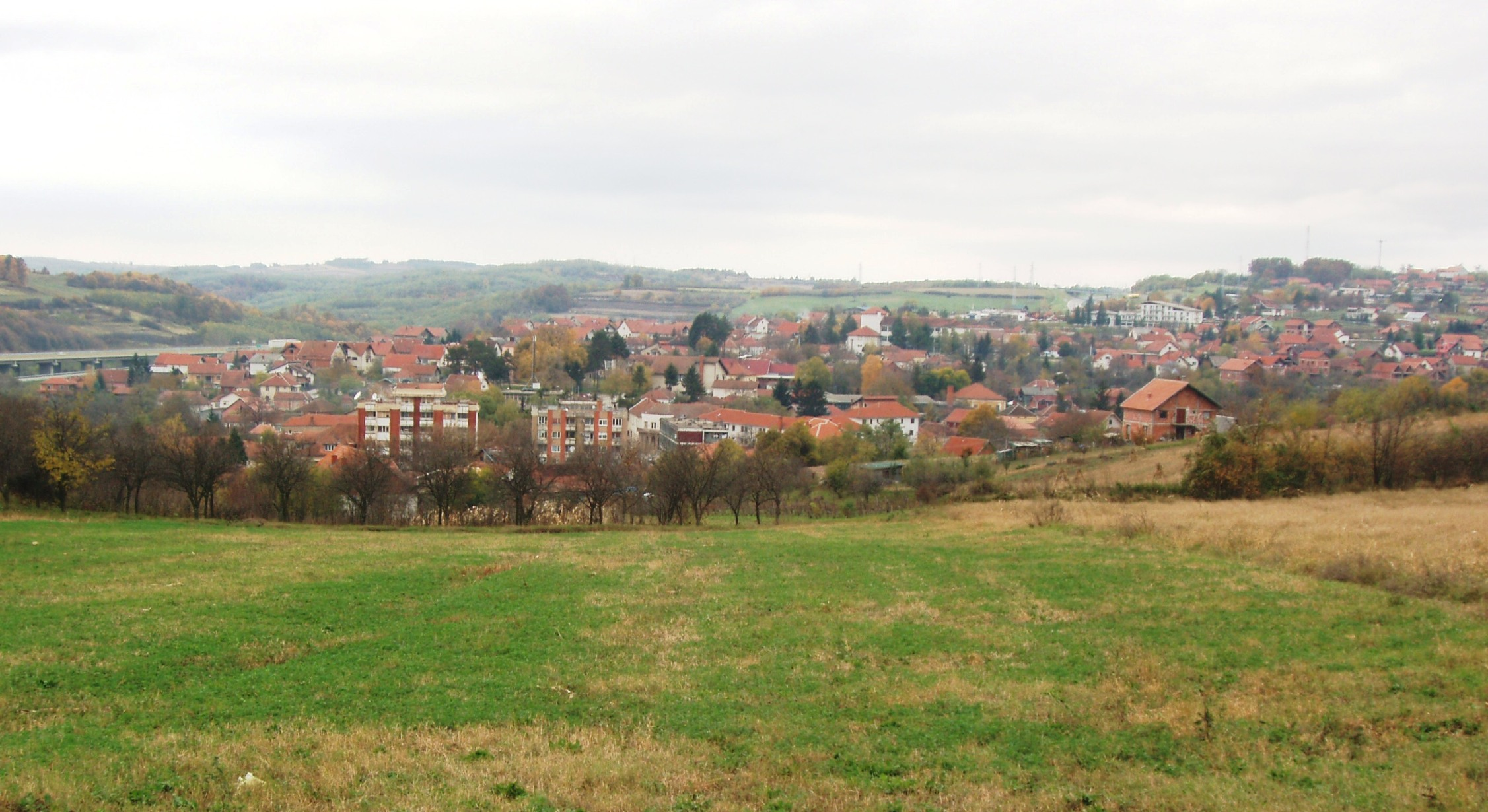

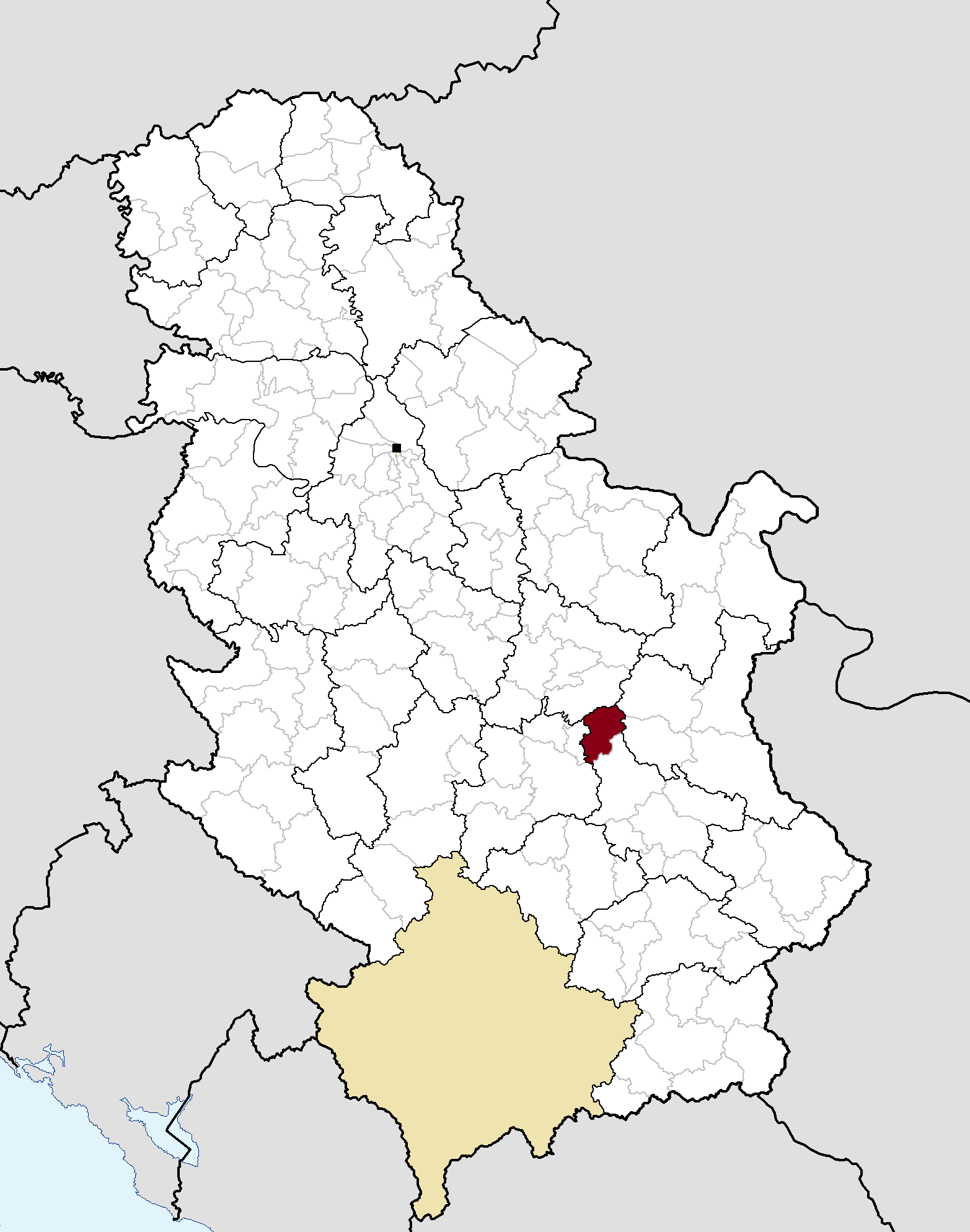

拉扎尼，是塞爾維亞的城鎮，位於該國東南部，由尼沙瓦州負責管轄，面積289平方公里，海拔高度264米，2011年人口9,150，人口密度每平方公里32人。